# Orsamus Cole
Orsamus R. Cole (Cazenovia, 23 de agosto de 1819 - Milwaukee, 5 de mayo de 1903) fue un abogado, juez y político estadounidense. Se desempeñó como sexto presidente de la Corte Suprema de Wisconsin y, hasta 2013, fue el juez con más años de servicio en la historia de la Corte, con casi 37 años en la corte superior. También representó al 2.º distrito congresional de Wisconsin en la Cámara de Representantes de los Estados Unidos para el 31° Congreso (1849-1850). Su nombre se escribe mal con frecuencia como Orasmus.

## Primeros años
Orsamus Cole nació en Cazenovia, Nueva York, hijo de Hymeneus Cole y Sarah Salisbury. Sus dos abuelos habían servido en la Guerra de Independencia de los Estados Unidos. Cole asistió a las escuelas comunes y se graduó de Union College en Schenectady, Nueva York en 1843. Estudió derecho y, en 1845, fue admitido en el colegio de abogados de Nueva York. Ese mismo año, después de una breve parada en Chicago, se mudó a Potosi, una ciudad minera líder en el condado de Grant, Territorio de Wisconsin. En Potosí, entró en una próspera asociación de práctica de leyes con William Biddlecome.

## Carrera política
En 1847, fue elegido como uno de los delegados del condado de Grant a la Segunda Convención Constitucional de Wisconsin. La constitución fue ratificada por referéndum en mayo de 1848 y, ese otoño, el Partido Whig nominó a Orsamus como su candidato al Congreso en el 2.º distrito congresional de Wisconsin. En las elecciones generales de noviembre, Cole derrotó a sus oponentes, el demócrata A. Hyatt Smith y al candidato de Free Soil George W. Crabb, y obtuvo un escaño en el 31º Congreso de los Estados Unidos.
En el Congreso, Cole se puso del lado de los whigs antiesclavistas y se negó a apoyar las disposiciones sobre esclavos fugitivos del Compromiso de 1850. Se postuló para la reelección en 1850, pero fue derrotado por el demócrata Ben C. Eastman.
Reanudó la práctica de la abogacía en Potosí, pero, en 1853, se situó en la lista consolidada de Whig y Free Soil como su candidato a fiscal general de Wisconsin. El boleto Whig y Free Soil fue derrotado en casi todas las carreras estatales ese año, y Cole regresó nuevamente a su práctica legal.

## Carrera jurídica
Después de su derrota en 1853, los remanentes de Whig y Free Soil pasaron a formar el nuevo Partido Republicano. En las elecciones de 1854, el nuevo Partido Republicano tuvo mucho éxito y capturó la mayoría de la Asamblea del Estado de Wisconsin. Ese invierno, seleccionaron a Cole para ser su candidato contra el juez asociado titular Samuel Crawford en la elección de la Corte Suprema de abril de 1855.
Cole derrotó a Crawford, en gran parte debido a su oposición a las leyes de esclavos fugitivos, y asumió el cargo en junio siguiente. Fue reelegido para períodos de seis años en 1861, 1867, 1873, y luego fue reelegido para períodos de diez años en 1879. En noviembre de 1880, Cole fue designado por el gobernador William E. Smith para ocupar el puesto vacante de presidente del Tribunal Supremo creado por la muerte del juez Edward George Ryan. Fue elegido para un mandato completo de diez años como presidente del Tribunal Supremo en abril de 1881.
El juez Cole sirvió treinta y seis años y siete meses en la Corte Suprema de Wisconsin, y fue el juez más antiguo en la historia de esa corte hasta que fue superado por la Presidenta del Tribunal Supremo Shirley Abrahamson en 2013.
Al final de su mandato en 1892, se retiró a Milwaukee, Wisconsin donde falleció el 5 de mayo de 1903. Fue enterrado en el cementerio de Forest Hill, en Madison, Wisconsin.

## Vida personal
Se casó con su primera esposa Julia A. Houghton en 1848. Tuvieron dos hijos, Sidney, que vivió hasta la edad adulta, y Orsamus, que murió cuando era un bebé en 1853. Julia murió en 1874. Se casó con su segunda esposa, Roberta C. Noe Garnhart, viuda de John H. Garnhart, el 1 de enero de 1879 en Madison, Wisconsin. Falleció el 17 de junio de 1884. Su antigua casa, ahora conocida como Casa Carrie Pierce, está incluida en el Registro Nacional de Lugares Históricos.